# UXN
UXN (유엑스엔, Ultra Extraordinary Network)는 대한민국의 CJ ENM에서 운영하는 UHD 전문 채널이다. 2015년 6월 1일에 개국했다.